# Mina La Mejicana

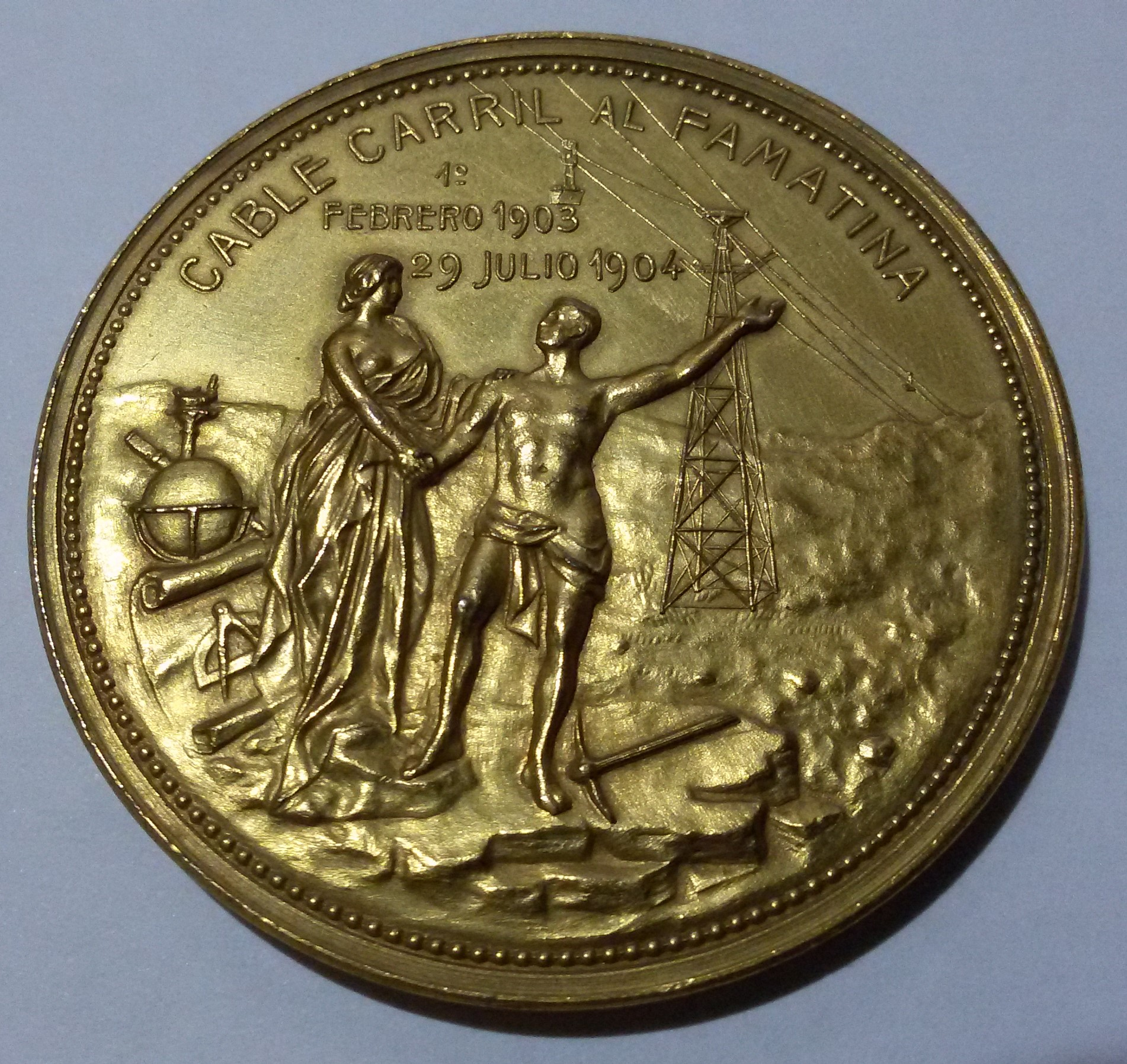
Cable Carril Al Famatina - Medalla Conmemorativa 1903-1904 (fachada)

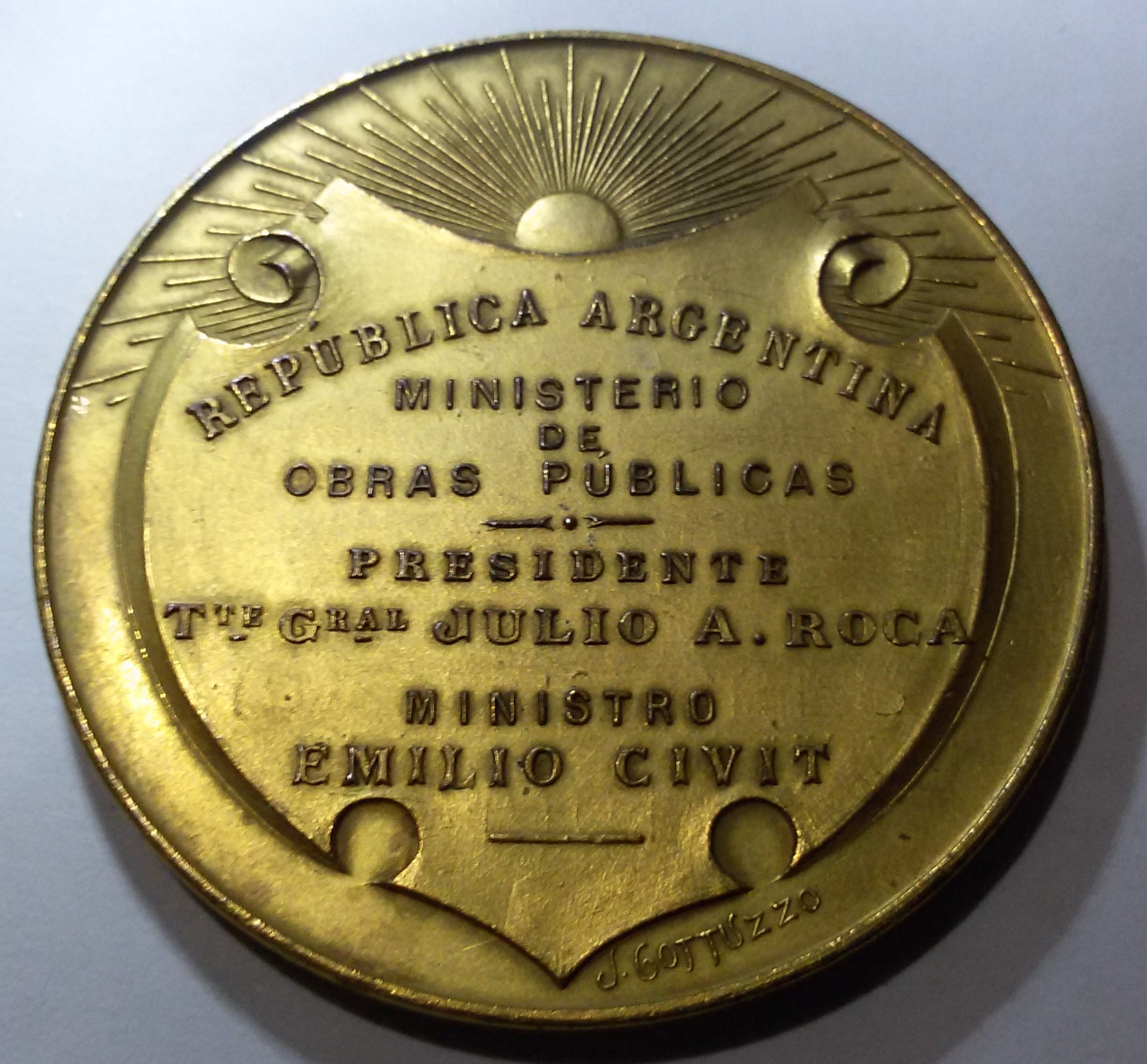
Cable Carril Al Famatina - Medalla Conmemorativa 1903-1904 (dorso)

La Mina La Mejicana es una mina aurífera ubicada en el Cerro Famatina a 4600 m s. n. m. (General Belgrano) a 34 km de la ciudad de Famatina en la provincia de La Rioja, Argentina.
Para transportar la gran cantidad de mineral hacia Chilecito se construyó lo que para la época era una de las mayores obras de ingeniería del mundo, un cablecarril, que fue terminado en 1905, con una longitud de 35 km y que en la actualidad forma parte de los monumentos y lugares históricos de la Argentina.

## Historia
Hacia finales del siglo XIX Famatina se convirtió en uno de los distritos más importantes con producción de oro, plata, hierro, cobre y plomo.
Sobre la Ruta Nacional 40, en el Acceso Sur a Chilecito, luce imponente la estructura naranja óxido de la Estación 1 del cablecarril Chilecito-La Mejicana, con más de un siglo de historia descubren una construcción única en el mundo. Un sistema de transporte que avanza 36 km en línea recta desde los 1.100 m.s.n.m. en Chilecito y hasta casi 5000 metros en las alturas del Famatina. En el camino, 262 torres, 9 estaciones y 6 calderas marcan un circuito geológico que invita a conocer (a pie, en bicicleta de montaña, auto (entre las estaciones 1 y 3), 4x4, lomo de mula o caballo) las fantasmales inquietantes ruinas de lo que alguna vez fue el centro de fundición de minerales más importante de la Argentina.  Chilecito tiene pasado de pueblo minero. La minería se desarrolló aquí, desde comienzos del siglo XX, a gran escala. Aunque la historia cuenta que ya en el siglo XVII los jesuitas supieron de la riqueza mineral de esta tierra, riqueza que tras la expulsión de la orden por parte de los españoles, a mediados del siglo XVIII, los pobladores originarios trataron de resguardar de los depredadores . Redescubierta por un mexicano, la mina fue explotada desde finales del siglo XIX por una compañía inglesa que hacia 1903 contrató a la empresa alemana Bleichert & Co. para que construyera un sistema de transporte a través del cual poder llevar los minerales desde lo alto del Famatina hasta el puerto de Buenos Aires, vía el Ferrocarril del Norte, para su exportación a Inglaterra.
El 19 de mayo de 1892 se había creado en Chilecito, y debido al gran desarrollo minero de La Rioja, la sucursal N.º1 del Banco de la Nación Argentina. Era allí donde se realizaba parte del control financiero de lo producido en "La Mejicana". De hecho, cuando se retira la empresa inglesa concesionaria, deja una gran deuda a dicha entidad, entre la que se puede señalar la deuda salarial con los empleados del cablecarril. Este personal pasó a depender del Banco de la Nación Argentina, y posteriormente a ANSES, entidades que terminaron jubilando en sus filas a muchos mineros y operarios del complejo.[cita requerida]
El auge de la mina se fue extinguiendo cuando comenzó la guerra de 1914 y los ingleses se retiraron. Otras empresas privadas continuaron con la explotación hasta 1926, año en que cesaron para siempre.
Actualmente el yacimiento se encuentra abandonado y sólo lo aprovecha el turismo geológico minero. Sin embargo, muchos geólogos afirman que el Cerro Famatina contiene importantes yacimientos, es así que empresas transnacionales están interesadas en explotar nuevos yacimientos, provocando en las localidades aledañas cierto rechazo por tales emprendimientos contaminantes.

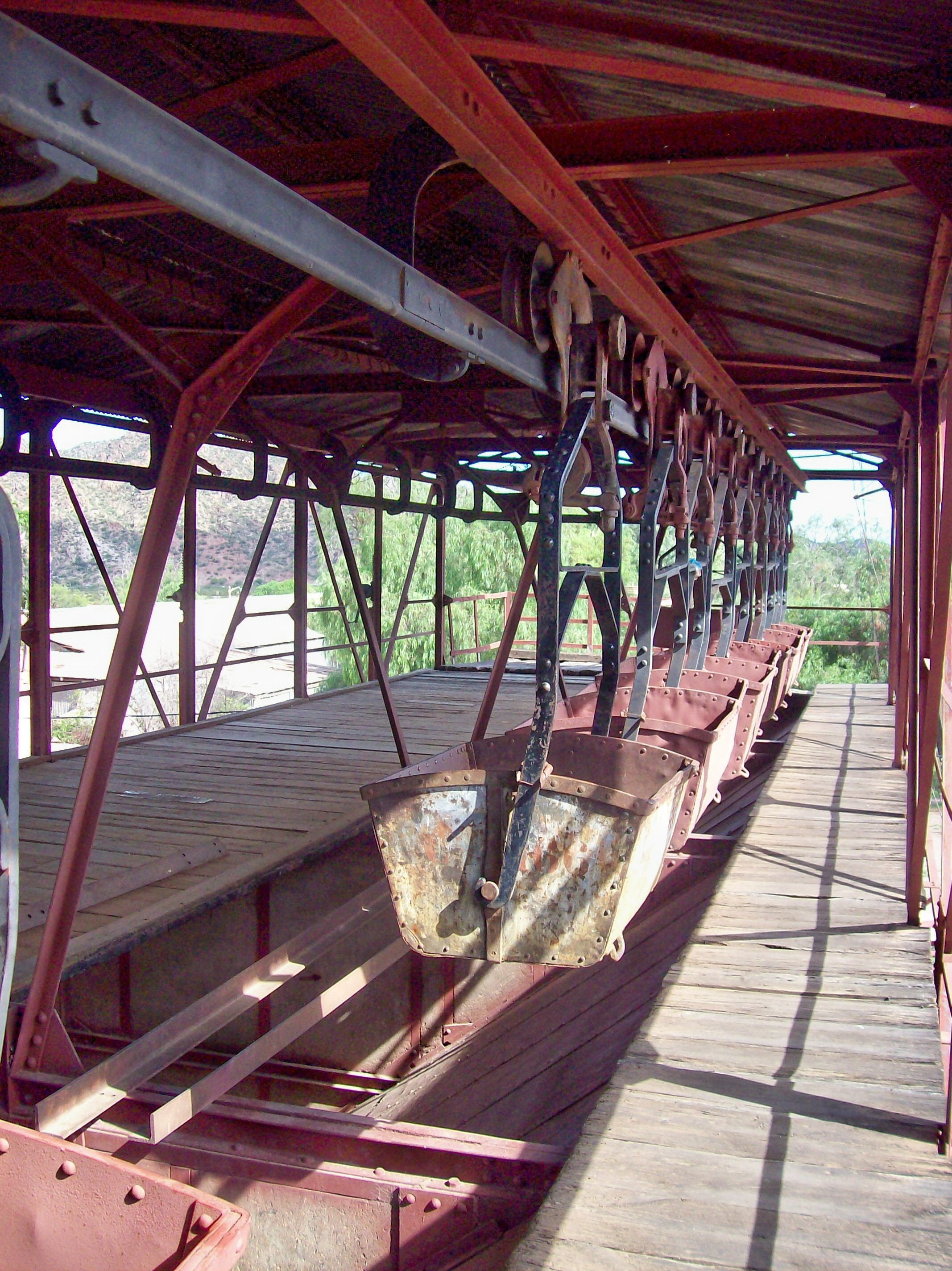
Vagonetas en la estación n.º 1.

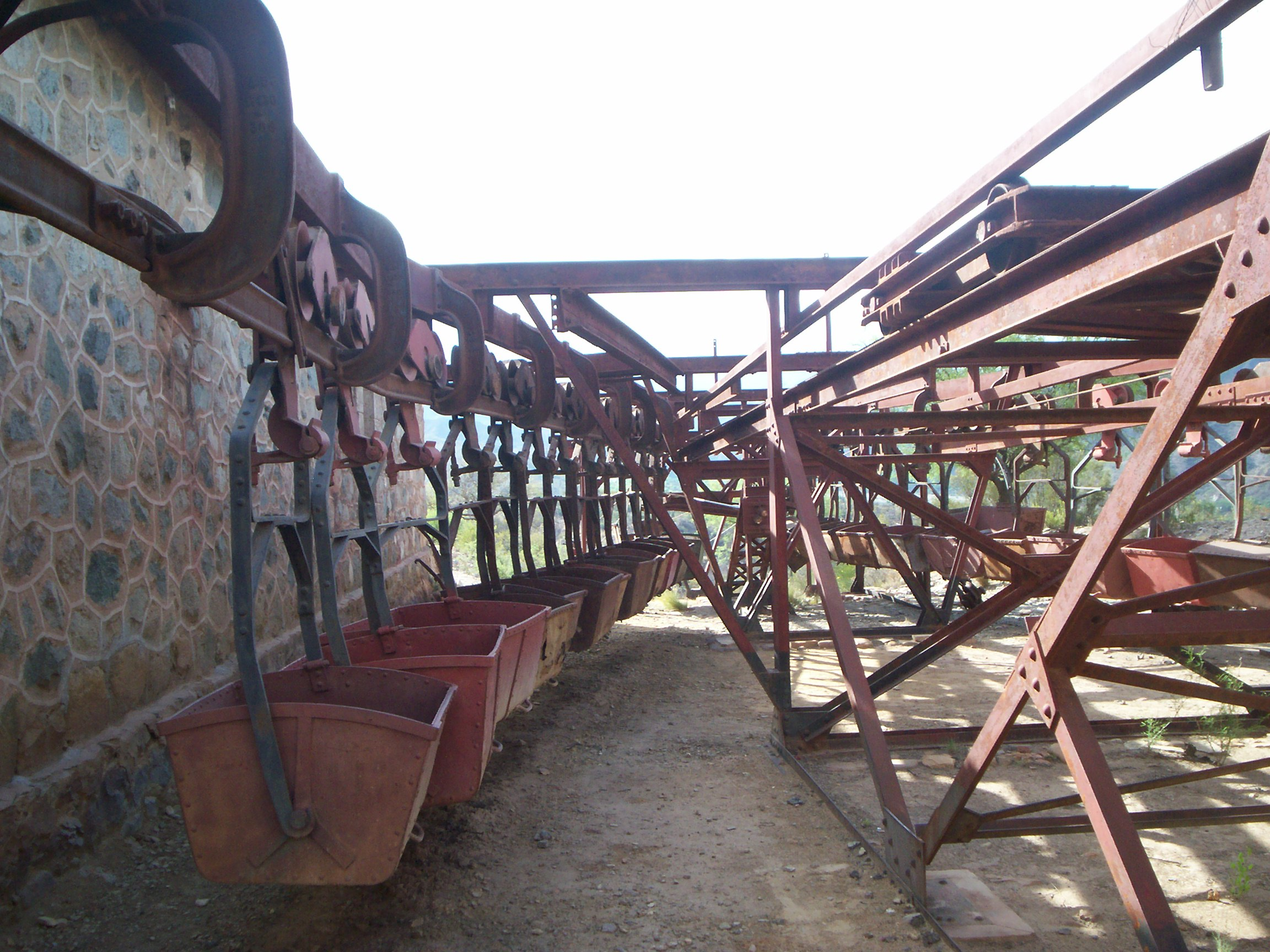
Estación II, salida hacia la Estación III. Vagonetas de transporte de mineral.

## El cablecarril
Las dificultades en el transporte del mineral desde la mina, y de pertrechos en sentido contrario, debido a las distancias y las características del terreno motivaron la construcción de un cablecarril que fue autorizado mediante Ley número 4208 del Congreso argentino, sancionada en noviembre de 1901. El 4 de enero del año siguiente el gobierno llamó a licitación, a la que se presentaron cinco empresas: Leschen and Sons Rope Co. (Saint Louis), Riblet Tramway Company, Spokane; Bullivan & Co. (Londres), Henderson & Co. (Londres), Ceretti & Tanfani (Turín), J. Pohlig & Co. (Colonia) y Adolf Bleichert & Co. (Leipzig), siendo esta última la que obtuvo el contrato, que fue firmado el 31 de julio de 1902 por el Presidente Julio Argentino Roca, por un monto total de 217.988 pesos oro (monto que fuera modificado debido a cambios en el proyecto original). La inauguración de los primeros tramos fue el 4 de julio de 1904 y la puesta en marcha el 1 de enero de 1905.
Para la construcción trabajaron alrededor de 1600 personas y se utilizaron animales de carga como medio de transporte, en particular, asnos y mulas, en promedio 90 asnos para el transporte de alimentos y 600 mulas para transporte de materiales de construcción. En la última fase de construcción, el Ejército Argentino facilitó 200 mulas de su cuerpo de artillería, llegando en esa época a ocuparse unos 1000 animales de carga.
Transportaba 12.000 t mensuales de mineral desde la mina a Chilecito que luego eran llevados en tren a los puertos con destino a Europa. Se componía de 8 tramos, unidos entre sí por 9 estaciones cada una de las cuales provee la tracción hacia el tramo siguiente mediante motores de vapor alimentados con leña, y un tramo adicional que conectaba la Estación II con la fundición de Santa Florentina. El tendido total incluyendo este tramo era de 35.128 m, con una diferencia de altura de 3.510 m. La velocidad era de 2,5 m/s, contaba con 450 vagonetas separadas entre ellas por unos 112 metros, cada una con una carga de 500 kg y una capacidad de 0,3 m³. En algunos sitios la altura con respecto al suelo llegaba a 450 m.

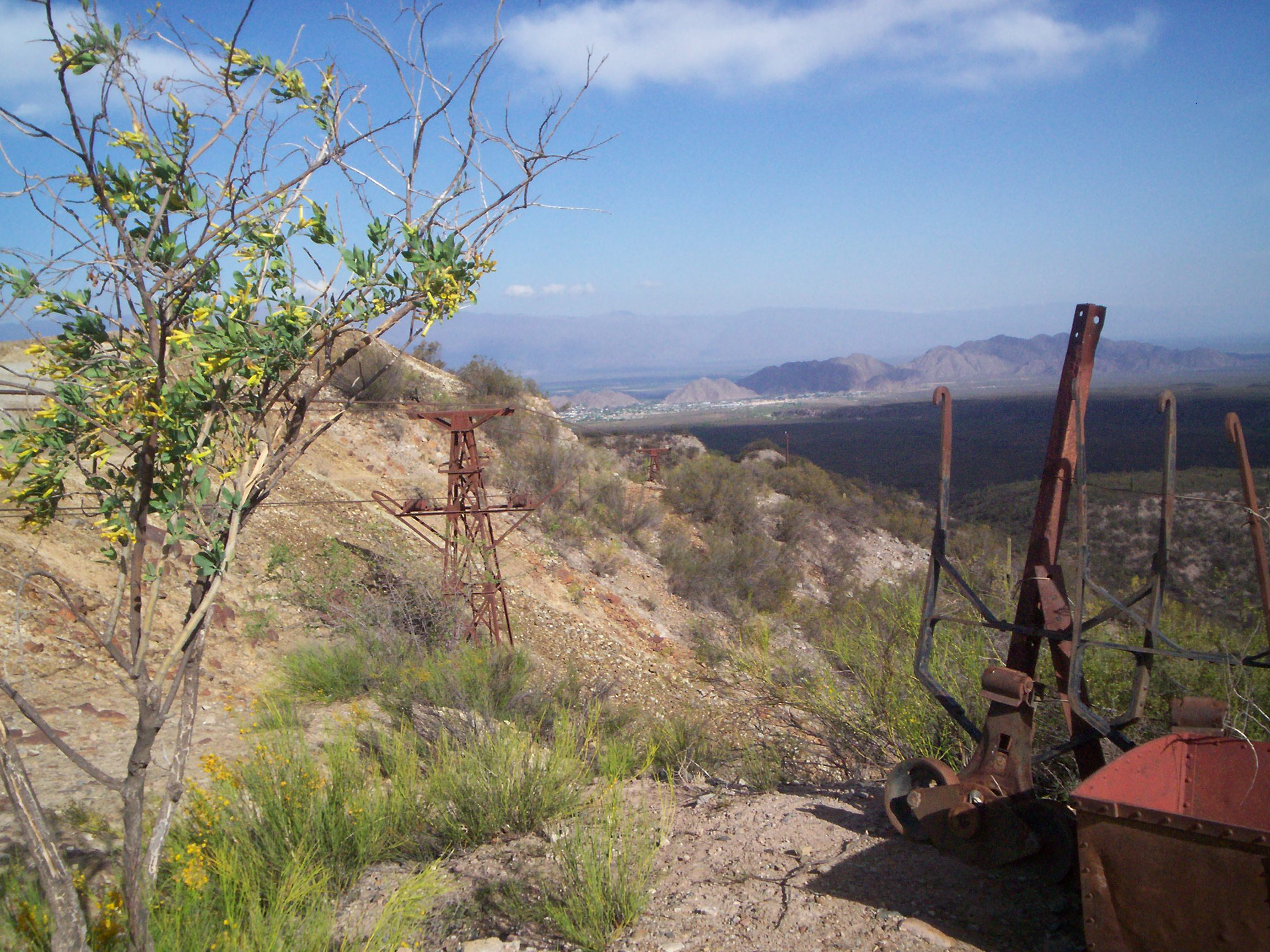
Estación II, salida hacia la Estación I. Al fondo, la ciudad de Chilecito.

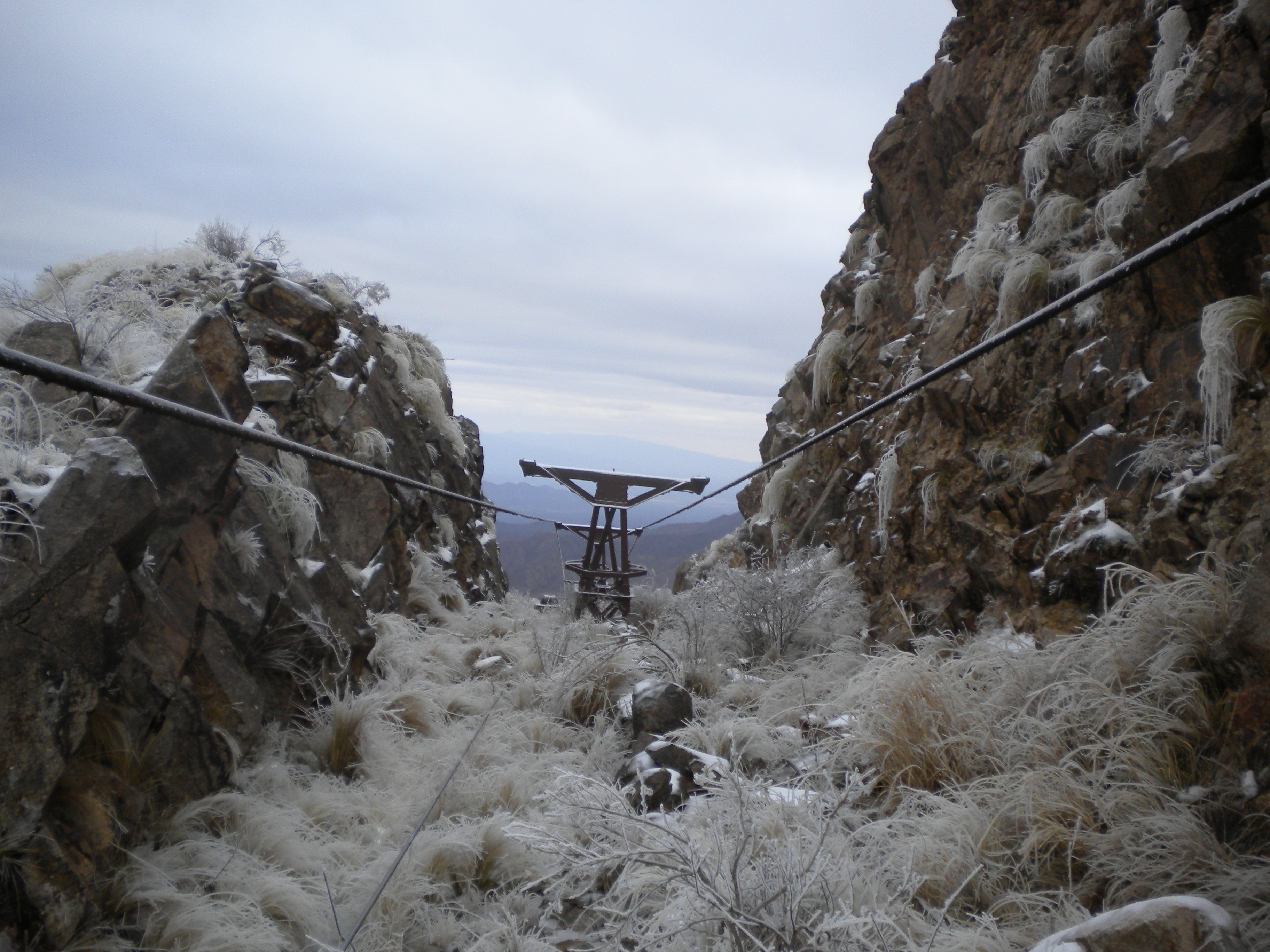
Apoyar el teleférico.

Cada estación estaba enlazada a la siguiente mediante un cable de sostén y un cable de tracción, sostenidos por torres ubicadas a intervalos regulares. Al llegar a cada estación, la vagoneta se desenganchaba del cable de tracción y se acoplaba al de la estación siguiente. El cable de soporte es de 32 mm y el de tracción, de 23 mm, ambos de acero, con enganches de plomo entre los tramos de cable. En total, hay 262 torres que tienen una altura entre 1 y 50 metros; se utilizaron 140 km de cable de acero, con 100 km de reserva. 
Además del transporte de carga a granel, también había vagonetas especiales para el transporte de agua, combustible, alimentos, materiales de construcción y demolición, y personas. También existía una vagoneta especial de engrase y barnizado de los cables que llevaba a una persona, un depósito de lubricante y una bomba manual que permitía realizar esa tarea a medida que se recorría cada tramo.

### Las estaciones
| #    | Nombre          | m s. n. m. | Diferencia de altura | Distancia parcial | Distancia total |
| ---- | --------------- | ---------- | -------------------- | ----------------- | --------------- |
| I    | Chilecito       | 1.075,6 m  | 463,83 m             | 8.958 m           | 8.958 m         |
| II   | El Durazno      | 1.539,43 m | 435,05 m             | 8.486 m           | 17.444 m        |
| III  | Parrón          | 1.974,48 m | 565,18 m             | 3.054 m           | 20.498 m        |
| IV   | Siete Cuestas   | 2.539,66 m | 149,76 m             | 3.095 m           | 23.593 m        |
| V    | Cueva de Romero | 2.689,42 m | 554,61 m             | 1.946 m           | 25.539 m        |
| VI   | El Cielito      | 3.244,03 m | 666,88 m             | 2.267 m           | 27.806 m        |
| VII  | Calderita Nueva | 3.940,91 m | 460,53 m             | 3.072 m           | 30.878 m        |
| VIII | Los Bayos       | 4.371,44 m | 232,14 m             | 3.450 m           | 34.328 m        |
| IX   | La Mejicana     | 4.603,58 m |                      |                   |                 |

### Curiosidades
- La Estación III (El Parrón) fue también denominada estación de los viejos, porque allí pasaban a desempeñar funciones aquellos operarios que experimentaban trastornos físicos al trabajar en estaciones más elevadas. Su nombre se debe a una parra que está en las inmediaciones del lugar.
- La estación más fría en todo el recorrido es la VII (Calderita Nueva), con una temperatura media anual de 20 grados centígrados bajo cero.
- En cercanías de la Estación VII existe un paraje llamado popularmente "Pozo de las Ánimas", en alusión a las personas que perdieron la vida en el lugar.
- El 25 de octubre de 1982, el cablecarril fue declarado Monumento Histórico Nacional.
- Actualmente es un atractivo turístico, tanto por su valor en términos de arqueología industrial como por el recorrido hasta la mina que es transitado por aficionados al turismo aventura.

Max Cooper, un joven técnico de los ferrocarriles británicos nacido en Montevideo y, con el tiempo, empresario de seguros en Buenos
Aires, hizo el seguimiento fotográfico de alta calidad, que se encuentra publicado en un libro de acceso libre.

### Actualidad
A inicios de los '90, después varias décadas de lucha iniciada por el profesor chileciteño Nicolás Barrios Lynch con el soporte de su amigo Adolfo Lanús[cita requerida], gobernador de La Rioja, mediante el seguimiento de un grupo de estudiantes, el cablecarril fue puesto en marcha nuevamente entre las estaciones I y II con fines turísticos. Sin embargo, la actividad fue rápidamente interrumpida luego de que el 24 de julio de 1994 dos vagones impactaran uno con el otro, saliéndose los seguros de ambos y provocando la caída de dos jóvenes que se encontraban en uno, el segundo vagón no giró por completo salvándose las vidas de un adulto y una menor. 
Desde el año 2000 ha vuelto a funcionar entre esas estaciones a fines de mantenimiento.
A metros de la Terminal de Ómnibus de Chilecito, en el Acceso Sur, sobre la Ruta Nacional 40 se encuentra el Museo del Cablecarril, emplazado donde funcionaron las oficinas administrativas de La Mejicana. El museo conserva material documental de La Mejicana -Museo de la Minería-, y resguarda los más variados testimonios del pasado minero de Chilecito. Hay planos, herramientas, libros de actas, restos de minerales, maquinarias, fotos auténticamente documentales. Se organiza en dos partes: la del Museo en sí mismo, donde se exponen documentos iconográficos, planos, herramientas, libros, minerales, maquinarías, fotos y un sistema interconectado de comunicación que se cataloga como iniciador de la telefonía del país. Además de sus cuatro salas, instaladas en una de las antiguas habitaciones oficinas de “Ferrocarriles del Estado”, se puede observar construcciones del siglo XIX. 
En el otro sector del mismo predio, está emplazada la estación desde la cual partían las vagonetas y las tolbas, por donde se descargaban los minerales. También se encuentran varios tipos de vagonetas, un ascensor, sistemas de conteo y una pluma o polea de pinotea. 
La Estación 2 “El Durazno”, así llamada por el color del río que pasa a su lado, un río de color ocre por cuyas aguas corren minerales. La estación está ubicada en Santa Florentina, a 7 km de Chilecito y a unos 1539 m s. n. m. Esta estación es la única que tiene una división en el ramal, un pequeño desvío que conduce hasta las ruinas de los hornos de fundición, donde se procesaba un 3% del material para la mantención del cablecarril y el pago de los sueldos de los obreros. Entre estas estaciones la distancia es de 8 km en línea recta, pero en vehículo suma unos 14 km. Algunos kilómetros más arriba de Santa Florentina, donde se concentra la zona del camping, el puesto Agua Negra es el punto de encuentro del río del mismo nombre y el del río Amarillo, un encuentro donde las aguas de ambos cauces, cristalinas las unas y cargadas de minerales las otras, se cruzan pero no se mezclan.Existen excursiones de turismo aventura para visitar los restos de la mina y ascensos y descensos por lo que fue el camino del cablecarril. Para los turistas inexpertos en montañismo, no se recomienda visitar la zona montañosa sin contratar un guía especializado.